# Grow Up and Blow Away
Grow Up and Blow Away è il terzo album in studio del gruppo musicale canadese Metric, pubblicato il 26 giugno 2007.
L'album è stato originariamente registrato nel 2001 ma l'etichetta discografica della band ha rinviato per anni la sua pubblicazione. L'album è stato poi pubblicato nel 2007 dopo l'acquisto dei diritti da parte della Last Gang Records.

## Tracce
1. Grow Up and Blow Away - 4:13
2. Hardwire - 4:41
3. Rock Me Now - 3:51
4. The Twist - 3:36
5. On the Sly - 3:58
6. Soft Rock Star - 4:00
7. Raw Sugar - 3:38
8. White Gold - 4:09
9. London Half Life - 2:41
10. Soft Rock Star - 4:23

## Tracce della versione inedita del 2001
1. Grow Up and Blow Away – 4:25
2. On the Sly – 4:01
3. Torture Me – 3:51
4. Fanfare - 0:24
5. Parkdale – 4:53
6. Raw Sugar – 3:47
7. The Twist – 3:38
8. Rock Me Now – 4:14
9. Soft Rock Star – 4:00
10. White Gold – 4:09
11. Hardwire – 4:42

Torture Me, Parkdale e Fanfare non sono state incluse nell'album pubblicato nel 2007.

## Formazione
- Emily Haines - voce, chitarra elettrica, sintetizzatore
- James Shaw - chitarra elettrica, theremin
- Josh Winstead - basso
- Joules Scott-Key - batteria, percussioni

## Singoli
- Monster Hospital
- Poster of a Girl
- Handshakes
- Empty